# 울림 뮤직 페스티벌
울림 뮤직 페스티벌(WOOLIM MUSIC FESTIVAL)은 대한민국의 뮤직 페스티벌이다. 2012년 8월 3일부터 8월 4일까지,공연기획사 솔잎 엔터테인먼트의 주관으로 경상북도 포항시의 종합운동장에서 처음 열린다.

## 개요
울림 뮤직 페스티벌은 2012년 8월 3일 경상북도 포항시의 대표적인 축제인 '포항 국제 불빛 축제'의 부대 행사로 개최 된다.
이번 페스티벌은 포항시의 후원을 받는 솔잎 엔터테인먼트가 힙합과 일렉트로닉 음악 장르를 중심으로, 경상북도 포항에서 개최하는 뮤직 페스티벌이다.

## 연혁
- 제 1 회 울림 뮤직 페스티벌: 2012년 8월 3일 ~ 8월 4일 / 포항
- 제 2 회 울림 뮤직 페스티벌: 2013년 7월 26일 ~ 7월 28일 / 포항 (예정)

## 참여 아티스트

### 제 1 회
- 다이시댄스 / 일본
- Genius of Time(Cloud & Nils Krogh) / 스웨덴
- Juliana Lima / 브라질
- 가리온
- 더 콰이엇
- Dok2
- 빈지노
- 메타와렉스
- 비트박스 디지
- 소울 스테디 락커스
- 소울 다이브
- 재지팩트
- 팔로알토/비프리
- 하우스 룰즈
- 핫클립

## 같이 보기
- 펜타포트 락 페스티벌
- 쌈지사운드페스티벌
- 그랜드 민트 페스티벌
- 그린플러그드 페스티벌
- 서울 월드 DJ 페스티벌